# محافظة سيليزيا السفلى
محافظة سيلزيا السفلى (بالبولندية: Województwo dolnośląskie), هي واحدة من 16 محافظة التي تتكون منها جمهورية بولندا ، وفقا للتقسيم الإداري لعام 1998، تأسست سنة 1999 بعد اتحاد محافظات Wrocław ، Legnica, Wałbrzych و Jelenia Góra. عاصمتها فروتزواف.

## معرض صور

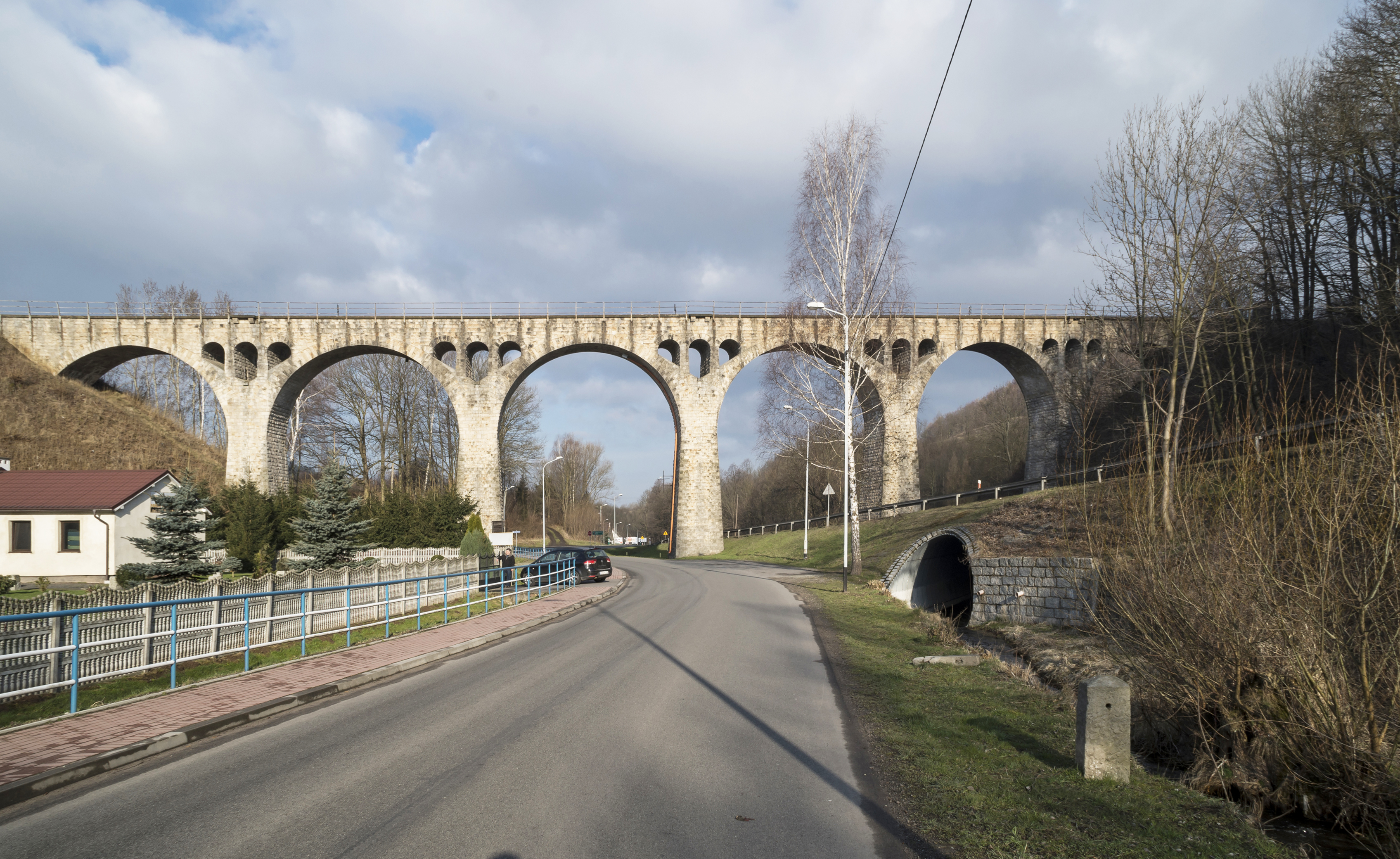
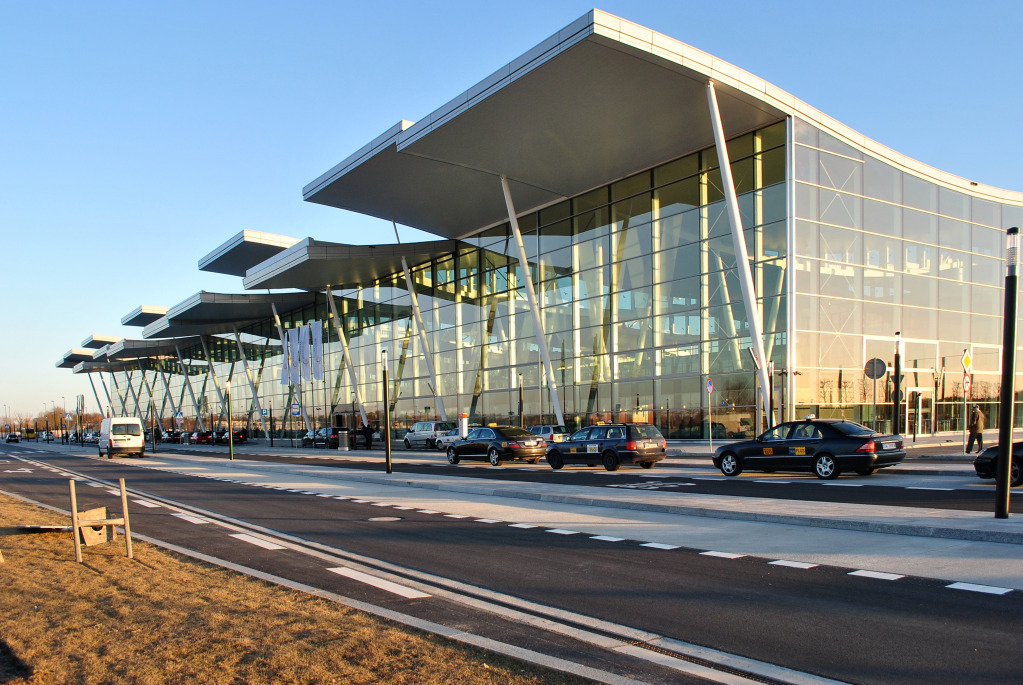
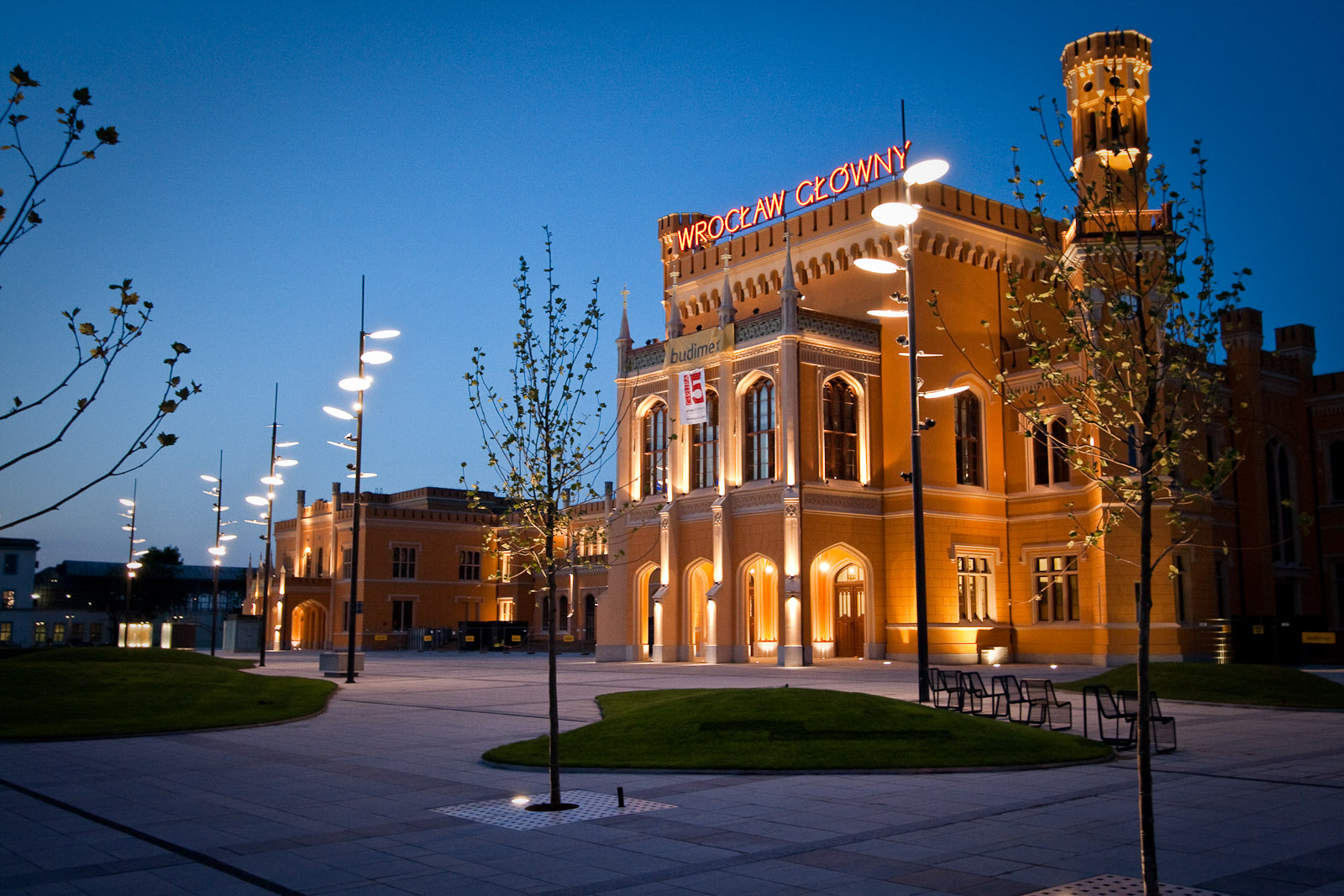
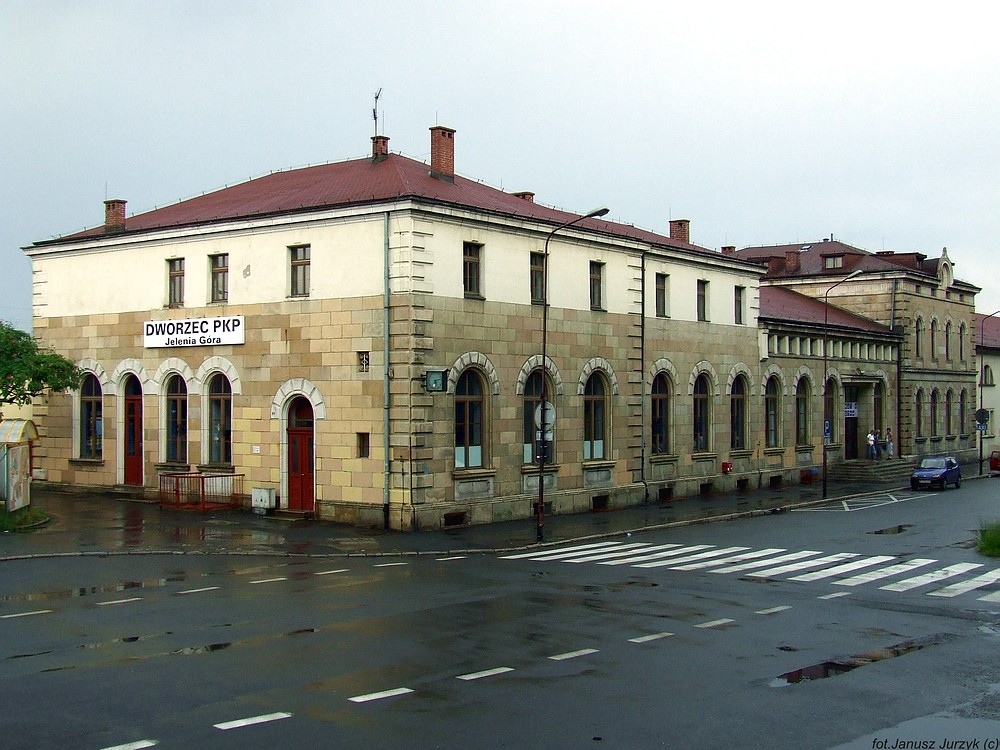
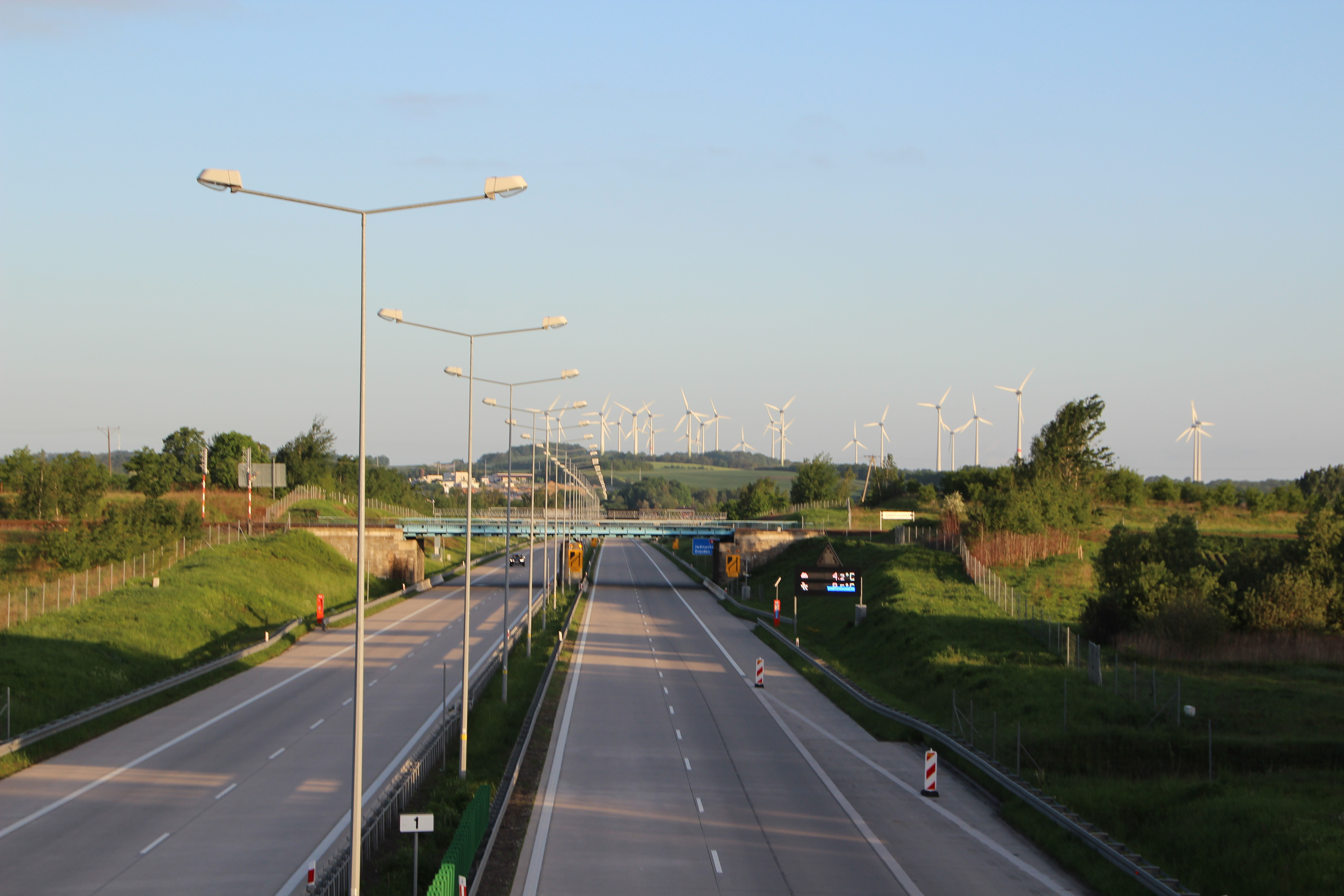

## أعلام
- إدوارد بارسيك
- جو كيوبرت